# Antonio Perugino
Antonio Perugino (San Prisco, 30 settembre 1973) è un ex pugile italiano, olimpionico alle Olimpiadi di Atlanta 1996 e campione del mondo WBU dei pesi medi (1999-2000).

## Carriera da dilettante
Perugino si avvicina alla boxe nella palestra del padre Giuseppe. Nel 1992, a Sanremo è campione d'Italia dilettanti dei pesi superwelter. Nella stessa competizione il fratello Prisco vince la medaglia d'oro nei pesi leggeri. Purtroppo morrà a soli ventotto anni investito da un treno.
Antonio Perugino bissa il successo nel 1993 a Marcianise e si ripete l'anno dopo. Si laurea per la quarta volta Campione d'Italia dilettanti nel 1995 battendo in finale Cristian Sanavia. Lo stesso anno vince il Trofeo Italia di Mestre. Ai Campionati mondiali militari di Roma perde ai quarti di finale di stretta misura (12:10) contro il sudcoreano Young Rok Lee. L'anno dopo, ai campionati europei di Vejle si ferma ancora ai quarti di finale, battuto ai punti dal rumeno Francis Vastag.
Grazie a questi ottimi risultati, Perugino è convocato nella squadra italiana di pugilato per le Olimpiadi di Atlanta 1996. Ai Giochi batte al primo turno il portoricano José Quinones (10:8). Supera al secondo lo svedese Roger Petterson ma in seguito si trova di fronte al vice campione del Mondo, il cubano Alfredo Duvergel, che poi vincerà la medaglia d’argento e perde ai punti (15:8).

## Carriera da professionista
Perugino passa professionista nel 1997, nei pesi medi. Dopo sei incontri, tutti vinti, combatte contro l'esperto Valentino Manca per il titolo italiano che conquista a Pescara il 30 luglio 1998 ai punti. Respinge l’assalto di Manca quattro mesi dopo a Reggio Emilia sconfiggendolo per knock-out tecnico alla sesta ripresa.
Il 27 marzo 1999, a Civitavecchia, Perugino conquista il titolo internazionale WBC dei pesi medi battendo l'argentino Ricardo Raùl Nuñez per knock-out tecnico al secondo round. Difende vittoriosamente il titolo due volte, sempre in Italia contro il tanzaniano Joseph Marwa (vittoria ai punti) e lo statunitense Shannon Landberg (KO alla prima ripresa). 
Il 13 dicembre 1999, a Caserta, Perugino affronta per il titolo mondiale WBU l'olandese di etnia caraibica Raymond Joval che lo aveva strappato ad Agostino Cardamone. È un match altalenante con una fase iniziale che registra una prevalenza del pugile italiano. Nelle riprese centrali del match l'olandese prende il sopravvento e provoca una ferita allo sfidante. Questi però si riprende e vince le ultime tre riprese aggiudicandosi il match e la cintura mondiale con un verdetto abbastanza netto.
Dopo sei mesi, Perugino mette in palio vittoriosamente il titolo battendo nettamente ai punti a Caserta il sudafricano William Gare. I rapporti con la WBU, tuttavia, divengono tesi e l'organizzazione lo dichiara decaduto dal titolo nel corso del 2000. A fine anno Perugino passa nella scuderia di Salvatore Cherchi. 
Tra il 2001 e il 2002, combatte sei volte ma quasi sempre al limite delle sei riprese, con pugili minori, ottenendo altrettante vittorie. L'11 febbraio 2003, a Bormio, affronta l'argentino Orlando Javier Acuna, nel sottoclou di un match di Giovanni Parisi. Pur essendo previste anche in questo caso soltanto sei riprese, Perugino subisce una ferita e soffre nel finale. Vince comunque il ventitreesimo match su 23 disputati, mantenendo immacolato il suo record. Finito il match, ritorna in albergo ma dopo la mezzanotte il manager Cherchi, mentre gli medica la ferita, si accorge che il suo pugile ha subito danni cerebrali. Perugino è ricoverato all'ospedale di Sondalo dove è operato per oltre cinque ore ed esce in coma vigile. Lo stesso giorno il suo manager ne annuncia il ritiro dal pugilato agonistico.